# Rada Komisarzy Ludowych RFSRR
Rada Komisarzy Ludowych RFSRR, RKL RFSRR, Sownarkom RFSRR (ros. Сове́т наро́дных комисса́ров РСФСР, СНК РСФСР, Совнарко́м РСФСР) – rząd Rosyjskiej Republiki Radzieckiej utworzony po przewrocie bolszewickim (rewolucji październikowej) w miejsce Rządu Tymczasowego Rosji, istniejący od 27 października?/9 listopada 1917 do 19 lipca 1918 roku, a następnie rząd Rosyjskiej Federacyjnej Socjalistycznej Republiki Radzieckiej powołany na mocy Konstytucji Rosji z 10 lipca 1918 roku, istniejący do 15 marca 1946 roku.

## Historia utworzenia
Tymczasowa Rada Komisarzy Ludowych została powołana dekretem II Wszechrosyjskiego Zjazdu Delegatów Rad Robotniczych, Żołnierskich i Chłopskich z 27 października?/9 listopada 1917.
RKL miała rządzić Rosją jako tymczasowy rząd robotniczo-chłopski do czasu zwołania Wszechrosyjskiego Zgromadzenie Ustawodawczego. Kierowanie różnymi gałęziami życia publicznego powierzono komisjom, których skład miał zabezpieczać wprowadzenie w życie programu II Zjazdu „w ścisłej jedności z masowymi organizacjami robotników, robotnic, marynarzy, żołnierzy, chłopów i urzędników”. Rządy mieli sprawować przewodniczący zarządów tych komisji, tzn. Rada Komisarzy Ludowych. Prawo kontroli nad jej działalnością i prawo dokonywania zmian w jej składzie przysługiwało Zjazdowi i jego Centralnemu Komitetowi Wykonawczemu (CIK).

## Skład pierwszej RKL

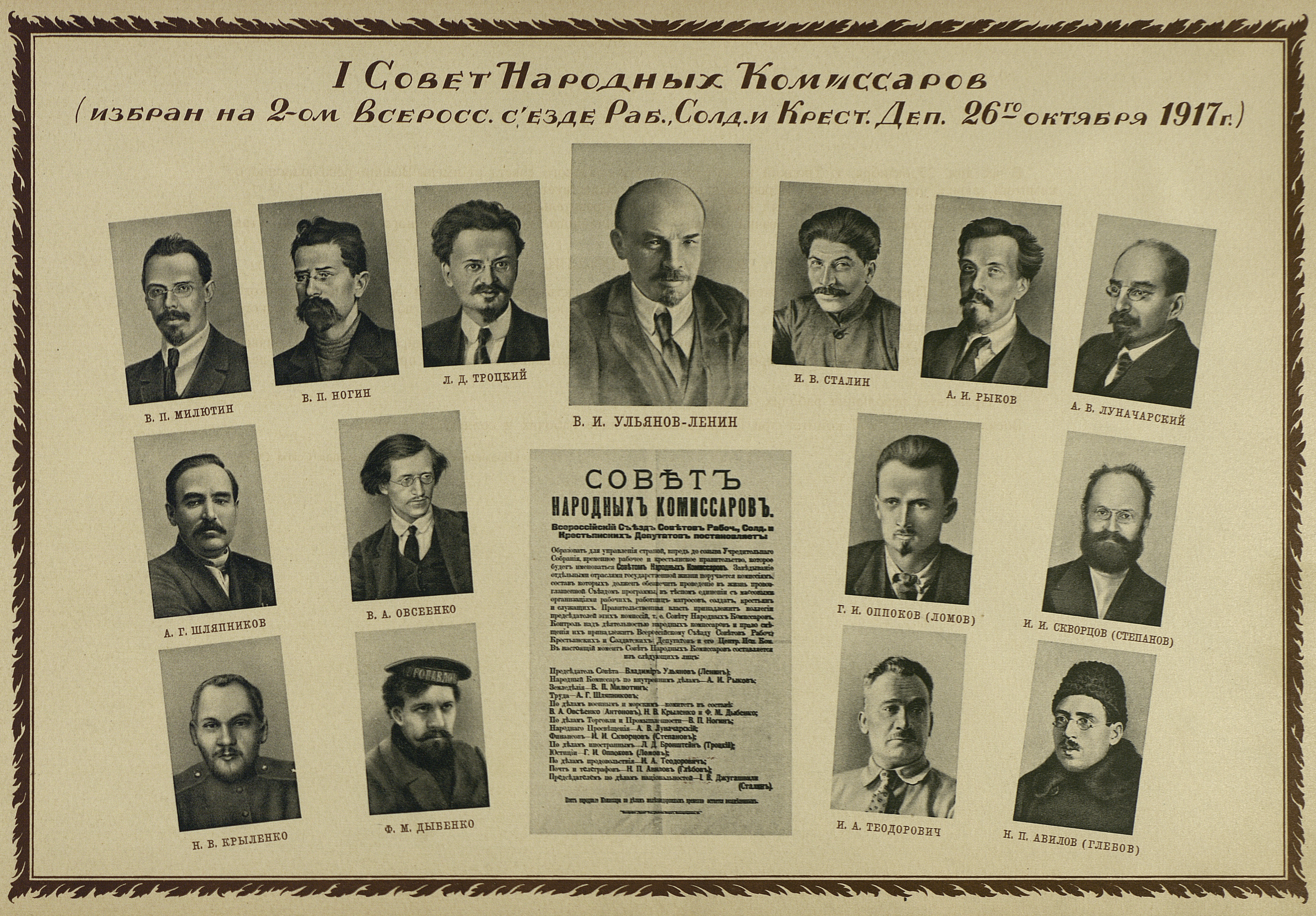
Skład pierwszej Rady Komisarzy Ludowych RFSRR, 1917

W skład pierwszej Tymczasowej Rady Komisarzy Ludowej dekretem Zjazdu weszli:
- Przewodniczący Włodzimierz Uljanow (Lenin);
- Ludowy Komisarz Spraw Wewnętrznych Aleksiej Rykow;
- Ludowy Komisarz Rolnictwa Władimir Milutin;
- Ludowy Komisarz Pracy Aleksandr Szlapnikow;
- Ludowy Komitet Spraw Wojskowych i Morskich w składzie Władimir Owsiejenko (w oryginale nazwisko Awsiejenko), Nikołaj Krylenko i Pawieł Dybienko;
- Ludowy Komisarz Spraw Handlu i Przemysłu Wiktor Nogin;
- Ludowy Komisarz Oświaty Anatolij Łunaczarski;
- Ludowy Komisarz Finansów Iwan Skworcow-Stiepanow;
- Ludowy Komisarz Spraw Zagranicznych L. Bronsztejn (Trocki);
- Ludowy Komisarz Sprawiedliwości Gieorgij Oppokow;
- Ludowy Komisarz Spraw Żywności Iwan Teodorowicz;
- Ludowy Komisarz Poczt i Telegrafów Nikołaj Glebow-Awiłow;
- Ludowy Komisarz Spraw Narodowości Josif Dżugaszwili (Stalin);
- stanowisko Ludowego Komisarza Spraw Kolejowych tymczasowo pozostawiono nieobsadzonym.

## Rada Komisarzy Ludowych RFSRR
Wszechrosyjskie Zgromadzenie Ustawodawcze, które miało zadecydować m.in. o dalszym losie Tymczasowej Rady Komisarzy Ludowych RFSRR, rozpoczęło obrady 18 stycznia 1918 roku. Przerwali je następnego dnia bolszewicy, wydając dekret Rady Komisarzy Ludowych o rozwiązaniu Konstytuanty jako zgromadzenia kontrrewolucyjnego. Tymczasowa Rada Komisarzy Ludowych została w ten sposób przekształcona  w organ trwały i z jej nazwy usunięto przymiotnik Tymczasowa.
Po przyjęciu Konstytucji RFSRR w 1918 roku Rada otrzymała nazwę Rady Komisarzy Ludowych Rosyjskiej Federacyjnej Socjalistycznej Republiki Radzieckiej.
Po utworzeniu 30 grudnia 1922 roku Związku Socjalistycznych Republik Radzieckich, I Wszechzwiązkowy Zjazd Rad powołał Centralny Komitet Wykonawczy (CIK ZSRR) 6 czerwca 1923 roku, ten zaś wyłonił Radę Komisarzy Ludowych ZSRR jako rząd związkowy. Rada Komisarzy Ludowych RFSRR została zachowana jako naczelny organ administracji Rosyjskiej Federacyjnej Socjalistycznej Republiki Radzieckiej, z ograniczonymi w stosunku do okresu 1917–1922 kompetencjami.

## Przewodniczący RKL i RKL RFSRR
- Włodzimierz Lenin – 26 października?/8 listopada 1917 – 21 stycznia 1924;
- Aleksiej Rykow – 2 lutego 1924 – 18 maja 1929;
- Siergiej Syrcow – 18 maja 1929 – 3 listopada 1930;
- Daniił Sulimow – 3 listopada 1930 – 22 lipca 1937;
- Nikołaj Bułganin – 22 lipca 1937 – 17 września 1938;
- Wasilij Wachruszew – 29 lipca 1939 – 2 czerwca 1940;
- Iwan Chochłow – 2 czerwca 1940 – 23 czerwca 1943
- p.o. Konstantin Pamfiłow – 5 maja 1942 – 2 maja 1943;
- Aleksiej Kosygin – 23 czerwca 1943 – 15 marca 1946.

15 marca 1946 roku zastąpiona przez Radę Ministrów RFSRR na czele z Kosyginem do 23 marca 1946 roku.